# ステイシー・ペラルタ
ステイシー・ペラルタ（Stacy Peralta、1957年8月15日 - ）はアメリカ・カリフォルニア州ベニスビーチ出身の映画監督であり起業家。
1970年代の非常に有名なプロスケートボーダー、サーファーであり、伝説的なチームZ-BOYSのオリジナルメンバーだった。

## 少年期
カリフォルニア州ベニスビーチに生まれた。1968年、11歳の頃から幼馴染のトニー・アルバやジェイ・アダムズらとサーフィンとスケートボードを始める。1974年に彼らと共にゼファーサーフチームに加わる。ゼファーサーフチームはベニスビーチのサーフショップ、ジェフ・ホー・サーフボード&ゼファー・プロダクションが1971年に作ったチームだった。彼らはショップ周辺の通称ドッグタウンと呼ばれる地域を我が物顔で闊歩し、他所から来たサーファーを徹底的に締め出した。

## Z-BOYSでの名声
1975年、ゼファーサーフチームからスケートチームが分離し、Z-BOYSが生まれる。17歳のステイシー、トニー、ジェイ、ネイサン・プラット、アレン・サーロの5人がオリジナルメンバーとなり、すぐに6人が加わって11人のチームとなった。
同年、Z-BOYSは地元のメジャーなスケートコンテストに初参加し、数人が上位に食い込んだが、ステイシーの成績はあまり奮わなかった。その後8ヶ月間の特訓の結果、フリースタイル世界大会で個人3位に入賞した。
当時のフリースタイルスケーティングは、現在のアイススケートでいうところのフィギュアスケートのような存在だった。サーファーでもあるステイシーとZ-BOYSのメンバーはスラロームでの活躍の方が目立ち、フリースタイルにおいても当時の常識を覆す型破りなスケーティングを見せた。それまでスケートボードの世界にはなかったスタイルという考え方を初めて取り入れ、Z-BOYSはやがて全米中に知られる存在になっていく。中でもステイシー、トニー、ジェイ、ネイサンらは特に人気があり、数々の雑誌の表紙を飾り、まるでロックスターのように祭り上げられた。
この頃、カリフォルニアは水不足の為に庭のプールを空にしている家がたくさんあった。彼らは留守中の他人の庭に忍び込み、プールに溜まった泥水や落ち葉を清掃して、現在のボウルやヴァート・ランプの原型となるプール・スケーティングを始めた。立体的な空間でのスケーティングの中で次々に新しい技術が生まれ、スケートボードはスポーツとして大きく形を変え始める。

## パウエル・ペラルタ
1976年、Z-BOYSのメンバーにはそれぞれ大きなスポンサーが付き、チームはあっけなく離散してしまう(ジェフ・ホーも閉店)。この年、ステイシーは19歳にしてプロスケーターランキングの第1位になっており、G&Sが個人スポンサーになっていた。
1978年、スケートボード用品の製造者であるジョージ・パウエルと共にパウエル・ペラルタを興し、最高のスケートチーム作りを目指した。そして翌年に結成されたのがボーンズ・ブリゲイドである。このチームにはスティーブ・キャバレロ、トミー・ゲレロ、ランス・マウンテン、マイク・マクギルらが在籍し、まさに当時のオールスターチームであった。更に少し遅れて加入したトニー・ホークとロドニー・ミューレンは、スケートボードに劇的な技術革新をもたらすことになる。
ステイシーはボーンズ・ブリゲイドをフィーチャーしたスケートビデオの製作に取り掛かる。1982年から1991年にかけて10本のビデオを発表し、特に84年から88年の黄金期の作品は世界中のスケーターに衝撃を与え、現在まで続くXスポーツ映像ビジネスの礎を築いた。
80年代、スケートボード産業は大きく発展し、パウエル・ペラルタ製のデッキやウィールは爆発的に売れたが、80年代後半には元ボーンズ・ブリゲイドのロドニー・ミューレンと元SIMSのスティーブ・ロッコが創設したワールド・インダストリーズのような新興ライバルが次々に現れ始める。

## プロデューサーとしての成功
1992年、ステイシーはパウエル・ペラルタを離れ映像製作に専念する。
ボードスポーツへの愛情は失われることはなく、2001年にZ-BOYSの真実を描いたドキュメンタリー作品 Dogtown and Z-Boysを、2004年にトーインサーフィンで巨大な波に立ち向かうドキュメンタリーRiding Giantsを発表した。前者は2001年のサンダンス映画祭に出品され、翌年にインディペンデント・スピリット賞(最優秀ドキュメンタリー賞)を受賞する。
2005年にはヒース・レジャーが出演したロード・オブ・ドッグタウンの脚本も手がけた。
2008年、ロサンゼルスのギャングの姿を描いた映画作品Crips and Bloods: Made in Americaを発表。
同年、バーガーキングのコマーシャルビデオを手掛けた。イヌイット、トランシルバニア人、タイの奥地人ら、ハンバーガーを食べたことがない人たちにワッパーとマクドナルドのビッグマックを食べて比較してもらう、という内容だったが、搾取的であるとして批判を受けた。

## 現在
テレビゲームの Tony Hawk's Pro Skater 5にステイシー・ペラルタ本人のキャラクターで出演。
90年代に離婚、2001年に再婚。前妻と現在の妻との間にそれぞれ1人ずつ息子がいる。

## パウエル・ペラルタ作品の一覧
- Skateboarding In The Eighties (1982)
- The Bones Brigade Video Show (1984)
- Future Primitive (1985)
- The Search for Animal Chin (1987)
- Public Domain (1988)
- Axe Rated (1988)
- Ban This (1989)
- Propaganda (1990)
- Eight (1991)
- Celebrity Tropical Fish (1991)